# Linia kolejowa Toitz-Rustow – Loitz
Linia kolejowa Toitz-Rustow – Loitz – dawna lokalna, jednotorowa i niezelektryfikowana linia kolejowa biegnąca przez teren kraju związkowego Meklemburgia-Pomorze Przednie, w północnych Niemczech. Łączyła stację Toitz-Rustow na linii Berliner Nordbahn z miejscowością Loitz. Linia została otwarta w 1906. Ruch pasażerski został zawieszony w 1969, a  cała linia została rozebrana w 2005.